# San Paolo
För andra betydelser, se San Paolo (olika betydelser).
San Paolo är en ort och kommun i provinsen Brescia i regionen Lombardiet i Italien. Kommunen hade 4 505 invånare (2018).